# Stuart Findlay
Stuart Findlay (* 14. September 1995 in Rutherglen) ist ein schottischer Fußballspieler, der bei Oxford United unter Vertrag steht und an Heart of Midlothian verliehen ist.

## Karriere

### Verein
Stuart Findlay wurde in der schottischen Stadt Rutherglen nahe Glasgow geboren. Er begann seine Karriere in der Jugend von Celtic Glasgow, für das er bis zum Jahr 2013 in der Youth Academy aktiv war. Zudem war er für einige Zeit Mannschaftskapitän der U-17 des Vereins. Ab der Saison 2013/14 stand er einige Male im Profikader, blieb allerdings ohne Einsatz. Von Januar bis Juni 2014 wurde Findlay an den schottischen Zweitligisten Greenock Morton verliehen und absolvierte 14 Spiele; am Saisonende stieg die Mannschaft ab. Ein Jahr später spielte er während einer Leihe 15-mal beim Zweitligisten FC Dumbarton. Im Juli 2015 wurde er für eine Spielzeit an schottischen Erstligisten FC Kilmarnock verliehen.
Im Sommer 2016 wechselte er zum englischen Zweitligisten Newcastle United. Für die Magpies spielte Findlay in der Reservemannschaft in der Development League. Im August 2017 wurde er an den FC Kilmarnock verliehen. Später verpflichtete ihn der Verein fest. 2021 wechselte er zu Philadelphia Union. Ein Jahr später wechselte Findlay zu Oxford United. Von 2023 bis 2025 war Findlay für zwei Jahre an den FC Kilmarnock verliehen. 2025 folgte eine Leihe zu Heart of Midlothian.

### Nationalmannschaft
Stuart Findlay spielt seit 2010 International für die schottischen Juniorennationalmannschaften. Er debütierte dabei in der U-16 im August 2010 gegen die Auswahl aus Jersey. Bis zum folgenden Jahr kam er in drei weiteren Spielen zum Einsatz und rückte im September 2011 in die U-17 auf. Dort absolvierte er bis zum Jahresende als Defensivspieler acht Spiele und erzielte dabei zwei Tore. Von den Jahren 2012 bis 2013 spielte er siebenmal in der U-19, seit dem Jahr 2012 ist er auch in der U-21 aktiv.